# Ordre de succession au trône des Pays-Bas
Pour les articles homonymes, voir Trône (homonymie).
Aux Pays-Bas, depuis 1983, la succession au trône se fait selon le principe de primogéniture absolue.

## Ordre de succession actuel
Guillaume Ier, roi des Pays-Bas → Guillaume II, roi des Pays-Bas → Guillaume III, roi des Pays-Bas → Wilhelmine, reine des Pays-Bas → Juliana, reine des Pays-Bas → Beatrix, reine des Pays-Bas  → Willem-Alexander, roi des Pays-Bas

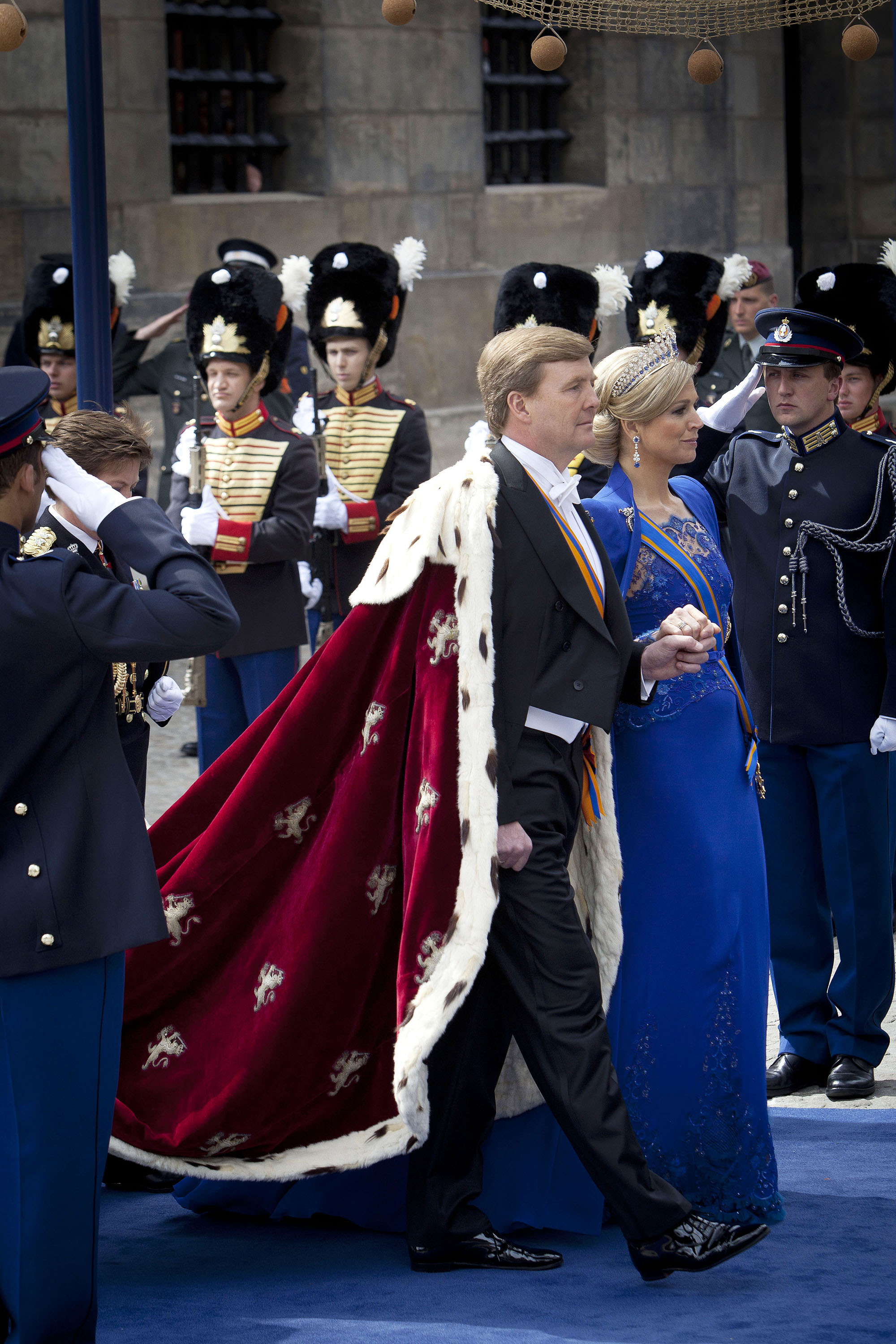
Willem-Alexander, roi des Pays-Bas depuis 2013, lors de son intronisation.

Le roi Willem-Alexander, actuel souverain néerlandais (« n° 0 » de la liste), né le 27 avril 1967, devient roi des Pays-Bas après l’abdication de sa mère la reine Beatrix, le 30 avril 2013. L’ordre de succession au trône est le suivant :
1.  la princesse Catharina-Amalia, princesse d’Orange (née le 7 décembre 2003), fille aînée et premier enfant du roi Willem-Alexander ;
2. la princesse Alexia des Pays-Bas (née le 25 juin 2005), deuxième fille du roi Willem-Alexander ;
3. la princesse Ariane des Pays-Bas (née le 10 avril 2007), troisième fille et dernier enfant du roi Willem-Alexander ;

1.  le prince Constantĳn des Pays-Bas (né le 11 octobre 1969), frère du roi Willem-Alexander, troisième et dernier fils de la reine Beatrix des Pays-Bas ;

1.  la comtesse Eloise d’Orange-Nassau (née le 8 juin 2002), fille aînée et premier enfant du prince Constantĳn ;
2. le comte Claus-Casimir d’Orange-Nassau (né le 21 mars 2004), fils unique et deuxième enfant du prince Constantĳn ;
3. la comtesse Leonore d’Orange-Nassau (née le 3 juin 2006), seconde fille et dernier enfant du prince Constantĳn ;

1. la princesse Margriet des Pays-Bas (née le 19 janvier 1943), tante du roi Willem-Alexander, troisième fille de la reine Juliana.

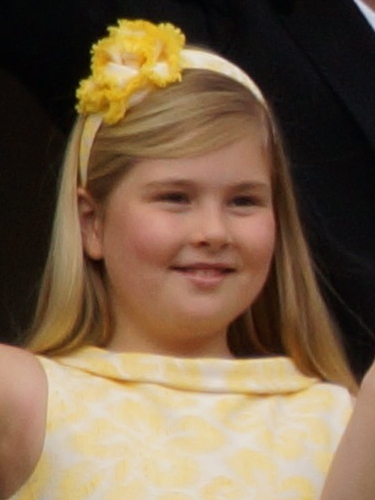
La princesse d’Orange, en 2013.
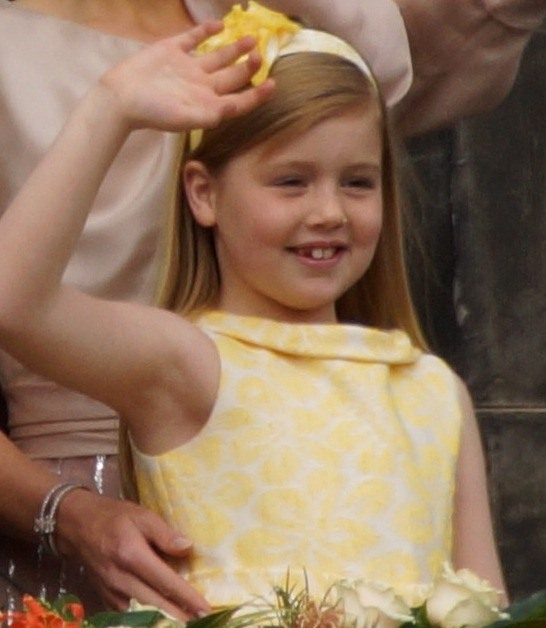
La princesse Alexia, en 2013.
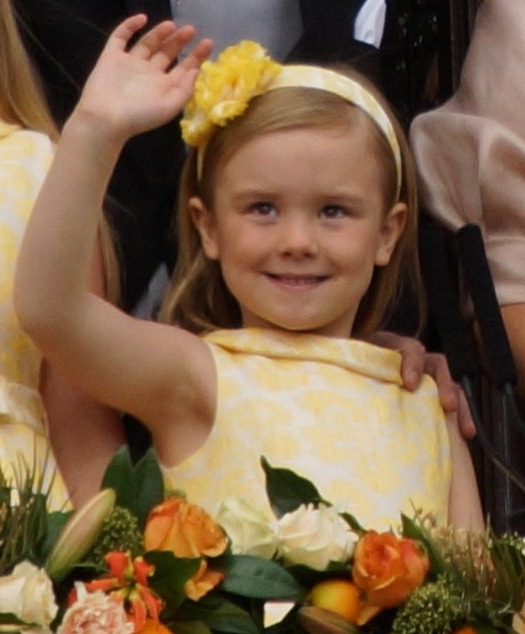
La princesse Ariane, en 2013.
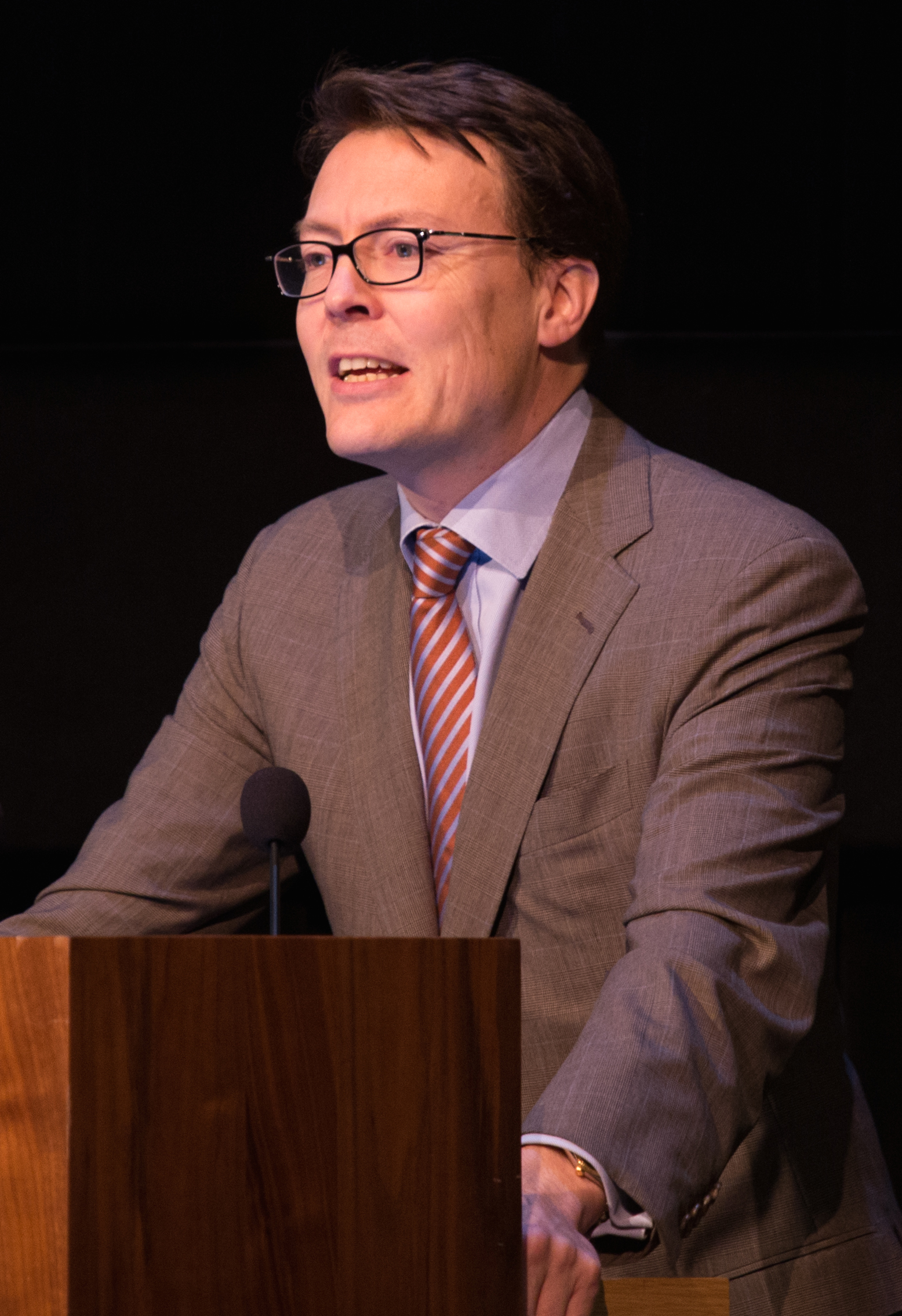
Le prince Constantĳn, en 2013.
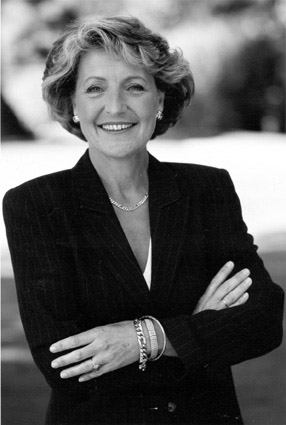
La princesse Margriet, en 2005.

## Arbre généalogique sur la succession néerlandaise
- Juliana des Pays-Bas (1909-2004), reine des Pays-Bas
  -  Beatrix des Pays-Bas (1938), reine des Pays-Bas
    -  Willem-Alexander des Pays-Bas (1967), roi des Pays-Bas
      - [ 1 ] Princesse Catharina-Amalia des Pays-Bas (2003), princesse d’Orange
      - [ 2 ] Princesse Alexia des Pays-Bas (2005)
      - [ 3 ] Princesse Ariane des Pays-Bas (2007)

    - [ 4 ] Prince Constantĳn des Pays-Bas (1969)
      - [ 5 ] Comtesse Eloise d'Orange-Nassau (2002)
      - [ 6 ] Comte Claus-Casimir d'Orange-Nassau (2004)
      - [ 7 ] Comtesse Éléonore d'Orange-Nassau (2006)

  - [ 8 ] Princesse Margriet des Pays-Bas (1943)
    - Prince Maurits d’Orange-Nassau (1968)
      - Anna de Lippe-Biesterfeld, van Vollenhoven (2001)
      - Lucas de Lippe-Biesterfeld, van Vollenhoven (2002)
      - Felicia de Lippe-Biesterfeld, van Vollenhoven (2005)

    - Prince Bernhard d’Orange-Nassau (1969)
      - Isabella van Vollenhoven (2002)
      - Samuel van Vollenhoven (2004)
      - Benjamin van Vollenhoven (2008)

## Référence
- (en) Cet article est partiellement ou en totalité issu de l’article de Wikipédia en anglais intitulé « Line of succession to the Dutch throne » (voir la liste des auteurs).